# Solaris (operacijski sustav)
Solaris je operacijski sustav tvrtke Sun Microsystems kompatibilan s POSIX-om. Zasnovan je na ranim inačicama Unixa BSD i AT&T System V. Podržava Intelovu x86 i Sunovu SPARC arhitekturu procesora.
Godine 2005. Sun je u okviru projekta OpenSolaris pustio u optjecaj gotovo cijeli izvorni kod Solarisa, učinivši ga tako dijelom obitelji operacijskih sustava otvorenog koda.

## Vanjske poveznice
- OpenSolaris.org  Arhivirana inačica izvorne stranice od 28. kolovoza 2008. (Wayback Machine)